# Megiddo (album)
Pour les articles homonymes, voir Megiddo (homonymie).
Albums de Satyricon
Nemesis Divina
(1996) Intermezzo II
(1999)
Megiddo est un EP du groupe de black metal symphonique norvégien Satyricon. L'album est sorti le 13 juin 1997 sous le label Moonfog Productions.
L'album est composé de deux titres refaits, d'un titre live et d'une reprise du groupe Motörhead.

## Musiciens
- Satyr - Chant, Guitare, Basse, Claviers
- Frost - Batterie
- Grothesk - Claviers de session
- Anders Odden - Guitare, Basse sur le titre Orgasmatron

## Liste des morceaux
1. The Dawn of a New Age – 5:45 (remixé par Apoptygma Berzerk)
2. Night of Divine Power – 5:50 (remix du titre The Dark Castle in the Deep Forest)
3. Forhekset – 4:16 (live)
4. Orgasmatron – 4:59 (reprise de Motörhead)